# Ilińce (obwód iwanofrankiwski)
Ilińce (ukr. Іллінці) – wieś na Ukrainie w rejonie śniatyńskim obwodu iwanofrankiwskiego.